# ¡México por siempre!
¡México por siempre! (estilizado como ¡MÉXICO por siempre!) es el vigésimo álbum de estudio del cantante mexicano Luis Miguel, lanzado al mercado el 24 de noviembre de 2017 a través de Warner Music Group de México. Es el primer álbum lanzado por Luis Miguel desde el 2010 y su segundo de música ranchera mexicana desde México en la piel (2004). 
La preventa digital se lanzó en iTunes, así como la pre-descarga digital en Spotify. Su primer sencillo, "La Fiesta Del Mariachi", se estrenó el 27 de octubre a través de sus redes sociales con un adelanto de lo que sería su nueva producción musical. El lanzamiento mundial por Warner Music México fue el 24 de noviembre de 2017. El álbum fue promocionado con la Gira México por siempre, que comenzó con cinco conciertos en la Ciudad de México.
En la 19.ª edición de los Latin Grammys de 2018, el álbum ganó las categorías álbum del año y mejor álbum de música ranchera/mariachi, haciendo a Luis Miguel ganar el álbum del año por segunda vez desde el año 2000 con Amarte es un placer (1999). Meses después también ganó su sexto premio Grammy en la 61.ª edición de 2019 al mejor álbum de música regional mexicana.

## Personal
- Producido por: Luis Miguel
- Dirección musical: Carlos Martínez
- Coproductor: David Reitzas
- Coordinación de producción: Shari Sutcliffe
- Ingeniero de grabación y mezcla: David Reitzas
- Orquesta grabada por: Jess Sutcliffe
- Fotografías: Omar Cruz
- Diseño gráfico: Stephanie Hsu
- Fotografías en las páginas 10 y 11: Ravali Yan
- Estudios de grabación: United Recording & Westlake Recording Studios, Hollywood, CA.
- Mezclado en: Westlake Recording Studios, Hollywood, CA.
- Asistentes de grabación: Jeremy Simoneaux, Wesley Seidman, Monique Evelyn & Greg Eliason
- Asistente de Mezcla: Jeremy Simoneaux
- Masterizado en: The Bakery, Culver City, CA.
- Ingenieros de Masterización: Eric Boulanger & David Reitzas

- Mariachi Vargas de Tecalitlán

- Director / Primer Violín: Carlos Martínez
- Violines: Alberto Alfaro, Miguel Ángel Barrón "Gigio" y Andrés González
- Guitarra: Arturo Vargas
- Guitarrón: Enrique Santiago
- Vihuela: Gilberto Aguirre
- Trompetas: Gustavo Alvarado, Jorge Aguayo y Eduardo Serna

- MÚSICOS ADICIONALES:

- Contratista de músicos: Shari Sutcliffe
- Violines: Armando Arellano, Sergio Caratache, Simón Casas, Fernando Martínez, Pepe Martínez Jr., Júlio Serna
- Violas: Luke Maurer, Michael Whitson, Rodney Wirtz, Alwyn Wright
- Cellos: Vanessa Freebairn-Smith, Alisha Bauer, Giovanna Clayton, Trevor Handy
- Oboe: Chris Bleth
- Flautas: Heather Clark, Stephen Kujala
- French Horns: James Thatcher, Jenny Kim
- Arpa: Guillermo Acuña en "Deja que salga la luna","El Balajú / Huapango","El Siete Mares","La Fiesta Del Mariachi","Llamarada","Que Bonita Es Mi Tierra","Serenata Huasteca","Sin Sangre En Las Venas"
- Percusión: David Reitzas en "Deja que salga la luna","La Fiesta Del Mariachi","Llamarada","Los Días Felices","No Discutamos",¿Por Qué Te Conocí?","Que Bonita Es Mi Tierra","Que Te Vaya Bonito","Sin Sangre En Las Venas","Soy lo Prohibido"
- Preproducción: Francisco Loyo, Salo Loyo
- Coros: Alberto Alfaro, Israel Bustos, Simón Casas, Andrés González, Carlos Martínez, Pepe Martínez Jr., Jonathan Palomar, Arturo Vargas en "El Balajú / Huapango","El Siete Mares","La Fiesta Del Mariachi","Que Bonita Es Mi Tierra","Serenata Huasteca".

## Lista de canciones
| ¡MÉXICO por siempre! |                                        |                                         |          |  |
| N.º                  | Título                                 | Escritor(es)                            | Duración |  |
| 1.                   | «La Fiesta Del Mariachi»               | José Martínez Barajas                   | 2:43     |  |
| 2.                   | «No Me Amenaces»                       | José Alfredo Jiménez                    | 2:28     |  |
| 3.                   | «Llamarada»                            | Jorge Villamil                          | 3:24     |  |
| 4.                   | «El Balajú / Huapango»                 | Pedro Galindo Galarza, Ernesto Cortázar | 2:49     |  |
| 5.                   | «Soy Lo Prohibido»                     | Roberto Cantoral, Francisco Dino Ramos  | 3:04     |  |
| 6.                   | «El Siete Mares»                       | José Alfredo Jiménez                    | 2:38     |  |
| 7.                   | «¿Por Qué Te Conocí?»                  | Juan Bruno Tarraza                      | 3:22     |  |
| 8.                   | «Deja Que Salga La Luna»               | José Alfredo Jiménez                    | 3:22     |  |
| 9.                   | «Serenata Huasteca»                    | José Alfredo Jiménez                    | 2:55     |  |
| 10.                  | «Que Te Vaya Bonito»                   | José Alfredo Jiménez                    | 2:41     |  |
| 11.                  | «No Discutamos»                        | Alberto Aguilera Valadez                | 3:22     |  |
| 12.                  | «Sin Sangre En Las Venas»              | Rubén Fuentes, Mario Molina Montes      | 2:39     |  |
| 13.                  | «Que Bonita Es Mi Tierra»              | Rubén Fuentes, Mario Molina Montes      | 2:53     |  |
| 14.                  | «Los Días Felices (Les jours heureux)» | Charles Aznavour                        | 3:48     |  |

## Posicionamiento
| Listas semanales                         | Posición |
| ---------------------------------------- | -------- |
| Argentina (CAPIF)                        | 1        |
| Top 100 México (AMPROFON)                | 1        |
| España Top 100 Albums (PROMUSICAE)       | 6        |
| E.U. (Billboard 200)                     | 184      |
| E.U. Regional Mexican Albums (Billboard) | 1        |
| E.U. Top Latin Albums (Billboard)        | 2        |

| Listas (2017) | Posición |
| ------------- | -------- |
| (AMPROFON)    | 1        |

| Listas (2018) | Posición |
| ------------- | -------- |
| (AMPROFON)    | 2        |

## Certificaciones
| País (organismo certificador) | Certificación | Unidades certificadas |
| ----------------------------- | ------------- | --------------------- |
| México (AMPROFON)             | 3× Platino    | 180 000               |
| Estados Unidos (RIAA)         | Oro           | 30 000                |